# Boufertouna
La boufertouna ou bufertuna (en arabe : بوفرتونة) également appelée ftour boufertouna est une soupe traditionnelle originaire de la ville marocaine de Rabat. Puisant ses origines lointaines d'Al-Andalus, c'est une variante de la harira marocaine qui se distingue par la diversité de ses composantes, par son goût et par les occasions où elle est servie.

## Étymologie
Le nom originel est buena fortuna : « bonne chance » en espagnol ; on le doit aux Juifs qui, expulsés d'Espagne à la fin du XVe siècle, se sont réfugiés au Maroc.

## Composants
La boufertouna est appelée la reine des soupes de par ses nombreux composants : tqalia (persil, coriandre, céleri, oignons, cubes de viande ovine), tomates, riz, ainsi que féculents (lentilles et pois chiches). Après l'avoir versée dans la soupière, un œuf est cassé dedans.
Cependant, le vrai caractère de la boufertuna, son secret, c'est la préparation du coulis de farine qu'on tourne dans la marmite à la dernière ébullition et qui lui donne sa saveur unique.

## Mets de grandes occasions
En dehors du jeune de ramadan, elle est servie aux lendemains des nuits de noces, des naissances, des circoncisions, mais aussi des enterrements. La boufertuna accompagne donc les grands tournants de la vie, les rites de passage, tout rite de passage « en ce qu'il est dans son essence mort à quelque chose et venu à une vie nouvelle d'une vigueur juvénile ».
Par ailleurs, la boufertouna est servie le matin comme soupe de petit déjeune, en grande quantité durant la saison d'hiver.

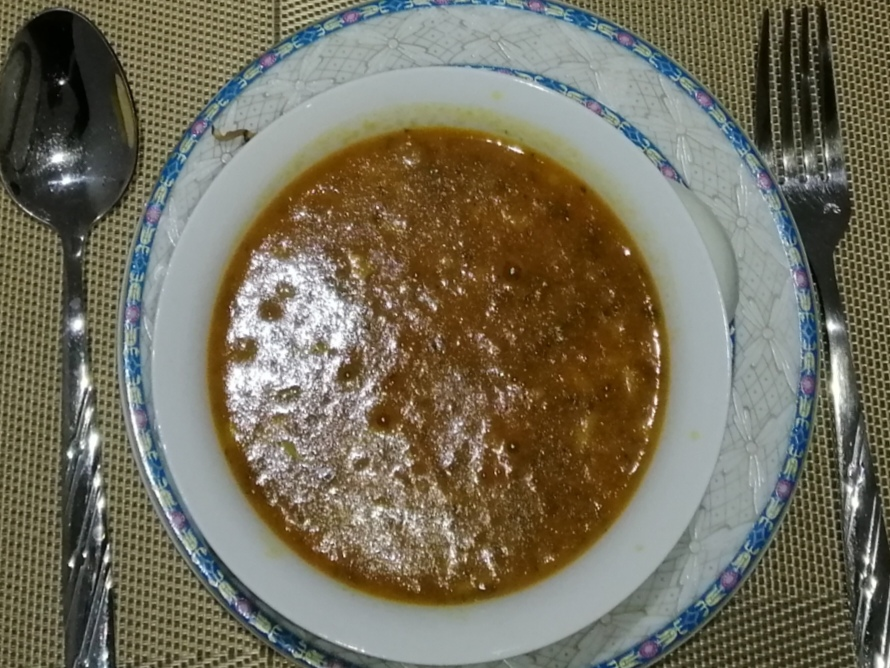
Bol de ftour boufertouna.